# Microsoft Excel
A Microsoft Excel a Microsoft által fejlesztett táblázatkezelő program. Az Excel segítségével munkafüzeteknek nevezett számolótáblák hozhatók létre, amelyeken a felhasználó formázott adatokat helyezhet el. Az adatok alapján végezhetőek számítások, készíthető rájuk alapozva számos típusú diagram, illetve kimutatás. Az Excel támogatja képességei kiterjesztését a beépített programozási interfész segítségével, melyben VBA nyelven írhatóak makrók, illetve készíthetőek akár felhasználói felülettel is rendelkező kisebb-nagyobb funkcionalitással bíró modulok.
Az Excel a Microsoft Office irodai alkalmazáscsomag része. A termékcsalád többi tagjával, illetve más alkalmazásokkal Windows alatt az OLE technológia segítségével képes kapcsolatot kialakítani.
Az első verziót 1985-ben adták ki, Macintosh platformra, 1987-ben követte az első Microsoft Windowsra készült verzió. A korábban MS-DOS környezetben vezető pozíciót kivívó Lotus 1-2-3 táblázatkezelő programot az Excel Windows környezetben sikeresen jelentéktelenítette el, ezzel jelentős mértékben járult hozzá a Windows elterjedéséhez.

## Tulajdonságok

### Adatbevitel

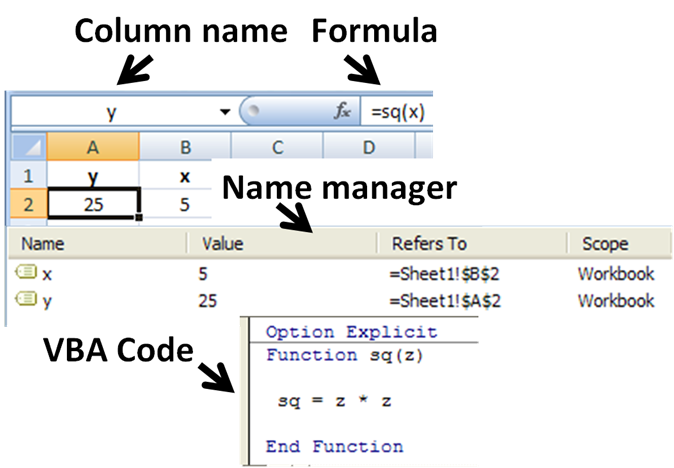
Függvény Excelben

A Microsoft Excel alapvető dokumentuma a munkafüzet. A munkafüzetek munkalapokra tagolódnak, ezeket pedig számokkal jelölt sorok és betűkkel vagy betűkapcsolatokkal jelölt oszlopok tagolják. A sorok és oszlopok metszéspontjaiban elhelyezkedő cellák szolgálnak az adatbevitelre. Az adatokat tároló cellák sor- és oszlopcímükkel megcímezhetőek, és így értékük más cellákban végzett számításokban operandusként, illetve függvény paramétereként vehet részt. Az Excel beépített függvénytárral rendelkezik, amelyben az általában elvárható statisztikai, szöveg, matematikai és egyéb műveletek kapnak helyet, illetve a beépített programozási felület lehetővé teszi saját függvények készítését is.
Az adatok a kézi adatbevitel mellett származhatnak külső adatbázisból vagy webes forrásokból is.

### Makrók készítése
A makrók egy kattintással több folyamatot elvégző programok.

#### VBA programozás
Az Excel Microsoft Windows alatt futó változatának programozása VBA programnyelven végezhető. A felület lehetővé teszi olyan számítások, szerkesztések elvégzését, amelyek a beépített eszközökkel nehézkesek vagy lehetetlenek lennének. A programozási ismeretekkel rendelkezők írhatnak kódot közvetlenül a kódszerkesztőben, amely hibakeresési, kódstrukturálási lehetőségeket is nyújt.

#### Makrórögzítés
A programozási ismeretekkel nem rendelkezőknek módjukban áll a makrórögzítő funkció segítségével kódot generálni, amely a rögzítés alatt véghezvitt műveletek mentését jelenti, amely műveletek a későbbiekben a makró futtatásával megismételhetőek. Gyakori felhasználási területe a különféle cellaformázó műveletek automatizálása. A makrókat billentyűkombinációkhoz vagy gombhoz lehet kapcsolni. A rögzített makró kódja megnyitható a kódszerkesztőben, így programozási ismeretekkel rendelkezők tovább bővíthetik azt olyan elemekkel, mint például a ciklus, amely makrórögzítővel nem rögzíthető.

### Adatok ábrázolása

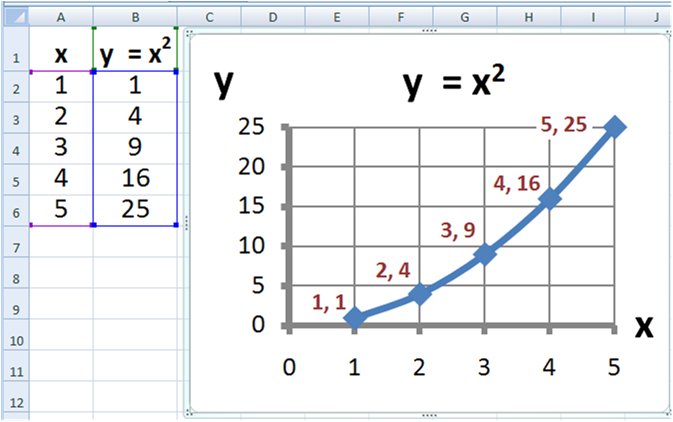
Függvényábrázolás Excelben

Az Excel támogatja különféle típusú diagramok létrehozását adott cellacsoportok értékeire támaszkodva. Az eredmény beilleszthető a munkafüzetbe, vagy csatolható külső objektumként is más dokumentumokba. A diagram adatai automatikusan frissülnek a forrásadatok megváltozása esetén.
A kimutatáskészítés olyan adatfeldolgozási lehetőség, amely az adatsorokban rögzített adatokat olyan elrendezésűvé alakítja, hogy azok valamely szempont vagy szempontok (oszlop) szerint csoportosítva jelenjenek meg. A kimutatásokhoz különféle számítások kapcsolhatóak, mint például a részösszegképzés.

## Adattárolás és kommunikáció

### Sorok és oszlopok száma
Az adott Excel verzió által kezelt sorok és oszlopok száma nagymértékben befolyásolhatja az alkalmazás felhasználhatóságát. Könnyen belátható, hogy például egy különösen hosszú névsor esetén a sorok mennyiségi korlátja kizárja az Excelt a felhasználható programok köréből még akkor is, ha egyéb tekintetben megfelelő alkalmazás lenne. 
A 7.0 jelzésű verzióig az Excel 214 = 16384 sorban korlátozta a felhasználható sorok számát. A 8.0 és a 11.0 verziók között a 216 = 65536 sor és 256 oszlop (28) kezelését támogatta. A 12.0 jelzésű verzió 220 = 1048576 sort, és 214=16384 oszlopot képes kezelni.

### Excel parancsfájlok
Az Excel alapszolgáltatásainak használata terjedt el az oktatásban és az üzleti életben Magyarországon, pedig az Excel ennél többre képes, lehet batch file-okat, kötegelt parancsállományokat (a továbbiakban parancsfájlokat, illetve programokat) készíteni. Az USA-ban igen elterjedtek a parancsfájlok, bár legtöbbször csak korlátozott szolgáltatásokat nyújtanak. A további szolgáltatásokat külön meg kell fizetni, azokat a könyvekhez mellékelt CD-k nem tartalmazzák. Rátérve az alkalmazási lehetőségekre, véleményünk szerint az adatelemzés öt szintje oldható meg az Excellel: Az első szint az, amikor a Függvény beszúrása varázslót (ikont) használjuk, tehát beépített statisztikai, matematikai és trigonometriai, mátrix, adatbázis stb. függvényeket alkalmazunk. A második szint, amikor az Eszközök – Adatelemzés menüpont szolgáltatásait (pl. korrelációanalízis, regresszió) használjuk. A harmadik szint, amikor magunk írunk konkrét adatsorhoz vagy adatsorokhoz képleteket, mivel nem minden feladathoz áll rendelkezésre megírt függvény. A negyedik szint az, amikor parancsfájlokat készítünk – vagyis a harmadik szintet általánosítjuk – aminek felhasználásával az általunk megadott adatbázis terjedelméig (ez az adatbázisok sajátosságainak függvényében 25 – 10000 megfigyelés) új adatbázisok felhasználásával korlátlan számban számításokat végezhetünk a programozott képletek, illetve függvények alkalmazásával. Gyakran igen sok számítást kell elvégezni. Eben az esetben az idővel való takarékos gazdálkodás a cél, mert gyakran a harmadik szintnél egy feladatsor számításainak elvégzése több óra, vagy több nap, amit a parancsfájlok felhasználásával egy perc alatt el lehet végezni. Az ötödik szint az, amikor a feladat a hagyományos módon nem oldható meg. A logisztikus és egyéb speciális trendfüggvények esetében a függvényeket nem lehet lineárisra transzformálni, a cél megkeresni azokat a paramétereket, amelyek mellett az illesztés a legpontosabb. A logisztikus regressziós függvények sem linearizálhatók, de iterációs eljárással, a paraméterek változtatásával a paraméterek becsülhetők, meghatározható egy olyan függvény, ahol a többszörös determinációs együttható a legnagyobb. Az Excel a Visual Basic for Applications (VBA) felhasználásával programozható, így ezek a feladatok egy iterációs eljárással megoldhatók. A negyedik és ötödik szint további előnye az, hogy szakértői értékelésre is felhasználhatók, vagyis javaslatot lehet tenni a különböző modellek elfogadására vagy elutasítására. Az ismertetett Excel parancsfájl a statisztika illetve ökonometria három fontos területét; 1. egyszerű elemzések: viszonyszámok számítása, grafikonok készítése, empirikus eloszlások elemzése és elemi statisztikai műveletek; 2. dekompoziciós és sztochasztikus idősorelemzés fontosabb statisztikai módszerei; 3;  korreláció- és regressziószámítás, sztochasztikus kapcsolatok elemzése (ARIMA) és egyes speciális alkalmazások: pl. késleltetett regressziós modellek, CES-függvények, logisztikus regressziós függvények.
- Excel parancsfájlok. 2006–2014. A Pécsi Tudományegyetem Közgazdaságtudományi Karán Sipos Béla és  Kehl Dániel [12] Magyarországon elsőként dolgozták ki az Excel parancsfájlokat, megoldották az iterációs problémákat is, pl. 12 féle logisztikus trend, CES-függvények, ARIMA modellek [13] stb. becslése. Letölthető a kézikönyv és a parancsfájlok:[14]
- Kehl Dániel-Sipos Béla. Excel parancsfájlok felhasználása a statisztikai elemzésekben. Oktatási segédlet. Gyakorlati alkalmazások. OSZK-MEK (PDF és XLSM) (magyar nyelven). (Hozzáférés: 2022. március 1.)

- A konjunktúra-ciklusok elemzése és prognosztizálása. OSZK-MEK (magyar nyelven). Sipos Béla. (Hozzáférés: 2023. május 10.)

- Termelési függvények felhasználása elemzésre. (magyar nyelven). Sipos Béla. (Hozzáférés: 2023. július 18.)

### Fájlformátumok
A 2007-es verzióig az Excel szabadalmazott bináris fájlformátumot használt (Excel Binary File Format – .XLS) elsődleges fájlformátumként. A 2007-es verziótól kezdve az elsődleges fájlformátum az Office Open XML. Ez egy XML alapú fájlformátum, amelyet az előző verzióban használt .xls kiegészítésével .xlsx kiterjesztéssel láttak el. Az Excel korábban is rendelkezett XML alapú fájlformátummal, az XMLSS kiterjesztésű "XML Spreadsheet"-tel, amelyet az Excel 2002-ben vezettek be.
Habár az új xml formátumokat helyezi előtérbe, az Excel 2007 továbbra is biztosította az előző verziókkal való kompatibilitást, így a korábbi bináris fájlformátumot is képes kezelni. Mindemellett teljes vagy korlátozott támogatást ad számos korábban elterjedt formátumhoz, mint például a CSV vagy a DBF. A 2007-es verzióból eltávolítottak néhány korábban támogatott, főleg DOS alapú programok által használt formátumot.

#### Bináris formátum (.xls)
A bináris formátum leírása sokáig nem volt hozzáférhető, így az OpenOffice.org készített dokumentációt a bináris formátumhoz. Később a Microsoft nyilvánossá tette a formátum leírását.

#### XMLSS
A formátum az Excel 2002-ben mutatkozott be. Egyszerű, xml alapú alapú formátum, néhány hiányossággal, mint például a makrók tárolása. A fájlkiterjesztés .xml, de az Excel képes kezelni azt a helyzetet is, ha a kiterjesztés .xls. Ezt a formátumot széles körben alkalmazták a szoftverfejlesztők Excelbe történő exportálásra, elkerülve így a bináris fájlformátum implementálási kényszerét.
A következő példa xml megnyitása problémamentes az Excellel, .xls vagy .xml kiterjesztéssel.
```
<?xml version="1.0"?>

<Workbook
 
xmlns=
"urn:schemas-microsoft-com:office:spreadsheet"

 
xmlns:o=
"urn:schemas-microsoft-com:office:office"

 
xmlns:x=
"urn:schemas-microsoft-com:office:excel"

 
xmlns:ss=
"urn:schemas-microsoft-com:office:spreadsheet"

 
xmlns:html=
"http://www.w3.org/TR/REC-html40"
>

 
<Worksheet
 
ss:Name=
"Sheet1"
>

  
<Table
 
ss:ExpandedColumnCount=
"2"
 
ss:ExpandedRowCount=
"2"
 
x:FullColumns=
"1"
 
x:FullRows=
"1"
>

   
<Row>

    
<Cell><Data
 
ss:Type=
"String"
>
Name
</Data></Cell>

    
<Cell><Data
 
ss:Type=
"String"
>
Example
</Data></Cell>

   
</Row>

   
<Row>

    
<Cell><Data
 
ss:Type=
"String"
>
Value
</Data></Cell>

    
<Cell><Data
 
ss:Type=
"Number"
>
123
</Data></Cell>

   
</Row>

  
</Table>

 
</Worksheet>

</Workbook>

```

#### Open XML
A Microsoft Excel 2007-ben – az Office termékcsalád többi azonos verziójelzésű termékével összhangban – jelentek meg először az Open XML szabványon alapuló formátumok, amelyeket az alábbi táblázat foglal össze.
| Formátum                    | Kiterjesztés | Leírás |
| --------------------------- | ------------ | --- |
| Excel-munkafüzet            | .xlsx        | Az alapértelmezett Excel 2007 formátum. Valójában ZIP tömörítésű könyvtárstruktúra, XML szövegfájlokkal. A korábban használt .xls funkcionalitását lényegében pótolja, leszámítva a makrók tárolását, amelyet biztonsági okokból egy másik formátum segítségével kezelnek. |
| Makróbarát Excel-munkafüzet | .xlsm        | Munkafüzet, makrótámogatással. |
| Bináris Excel-munkafüzet    | .xlsb        | Makróbarát Excel munkafüzet, de az információkat bináris formátumban tárolja, így a megnyitás és a mentés sokkal gyorsabb. Nagy munkafüzetekhez (tízezres nagyságrendű sorok, oszlopok százai) ajánlott.                                                                   |
| Makróbarát Excel-sablon     | .xltm        | Sablon dokumentum, amely tartalmazhat adatokat és formázást. Támogatja a makrókat. A korábban használt .xlt formátumot cseréli le. |
| Excel-bővítmény             | .xlam        | Excel bővítmény, további funkcionalitás hozzáadására. A makrókat természeténél fogva támogatja. |

#### Korábbi fájlformátumok
| Formátum          | Kiterjesztés | Leírás |
| ----------------- | ------------ | --- |
| Munkafüzet        | .xls         | Az alapértelmezett munkafüzet-formátum, amely minden adatot tárol, ideértve a makrókat is. |
| Bővítmény (VBA)   | .xla         | Egyéni, VBA nyelven írt funkcióbővítés. |
| Egyéni eszköztár  | .xlb         | Egyéni eszköztár beállításait tároló fájlformátum. |
| Excel-diagramfájl | .xlc         | Excelben készített diagram. Ez a fájlformátum csak a diagramot menti, a teljes körű, adatokkal együttes mentéshez az XLS formátum használatos. Ezt a formátumot nem támogatta sem az Excel 2007, sem bármelyik későbbi verzió. |
| Excel-dialógus    | .xld         | Korábbi verziók által használt formátum. |
| Archívum          | .xlk         | Excel munkafüzet archívuma. |
| Bővítmény (DLL)   | .xll         | Egyéni, C++/C, Visual Basic, Fortran, vagy más programozási nyelven írt funkcióbővítés, DLL-ként fordított állomány. |
| Makró             | .xlm         | Makró, amely vagy az Excellel együtt került a számítógépre, vagy a felhasználó készítette. |
| Sablon            | .xlt         | A felhasználó által készített, vagy előre telepített dokumentumsablon. |
| Modul             | .xlv         | VBA nyelven írt modul. |
| Osztálykönyvtár   | .dll         | VBA nyelven írt kód, amely hívásokat intézhet külső DLL-ek felé. Általában ezt használták a Windows API elérésére. |
| Munkaterület      | .xlw         | Több munkafüzet rendezett mentése. |

### Kapcsolat más Windows alkalmazásokkal
A Windows alkalmazások képesek kommunikálni egymással, így kihasználva egymás képességeit. A legelterjedtebb a ma már elavultnak számító DDE (Dynamic Data Exchange), amelynek segítségével az alkalmazások adatokat továbbíthatnak egymásnak további felhasználásra.
Object Linking and Embedding: Lehetővé teszi az alkalmazások számára, hogy kontrollálják egymás működését. Megvalósítható beágyazással, amikor egy adott alkalmazás egy másik, arra alkalmasabb alkalmazást használ műveletek elvégzésére. Példa rá egy PowerPoint bemutatóba illesztett grafikon.

### Külső adatforrások használata
Az Excel képes külső forrásokból származó adatokat lekérni, például támaszkodhat ODBC-adatforrásokra, vagy internetről származó adatokra.

### Jelszavas védelem
Az Excel jelszavas védelmi megoldást kínál
- dokumentum megnyitásához,
- dokumentum módosításához
- lapvédelem feloldásához,
- munkafüzet védelméhez,
- megosztott munkafüzet védelméhez.[25]

A megnyitási (és részben a lapvédelmi) jelszót leszámítva minden védelem eltávolítható, az Excel verziójától függetlenül. Ezek a védelmek alapvetően közös munka esetén használatosak. Jelszavas védelem esetén a dokumentum továbbra sem marad titkosított, a beállított jelszó az xml struktúrából visszanyerhető. A lapvédelmi jelszó kivétel, ha ezt beállítják, az egész dokumentum mentése titkosítva történik a “VelvetSweatshop” standard jelszó használatával, de mivel ez a jelszó már széles körben ismert, ezért valójában nem jelent – magas szintű – védelmet a dokumentum számára. A munkafüzet illetéktelen hozzáférésének megakadályozására az egyetlen módszer a megnyitási jelszó használata, a biztonsági szint pedig nagy mértékben függ az adott Excel verziótól.

## Microsoft Excel Viewer
A Microsoft Excel Viewer ingyenes alkalmazás Excel dokumentumok megnyitására és nyomtatására, számos platformra elérhető.  Az Excel fájlok megnyitása számos online eszköz és szolgáltatás használatával is megvalósítható, ezek nem igénylik, hogy az Excel az adott felhasználó gépén telepítve legyen.

## Hibák

### Statisztikai függvények
Az Excel statisztikai függvénytárát számos kritika érte, például a hiányzó adatok kezelése terén, nem megfelelő eredmények (kerekítési hibák és nagy számok hiányos kezelése) miatt. A Microsoft a 2010-es verzióra ígérte a hibák javítását.

### Excel MOD hiba
Az Excel maradékképzési függvényének akadnak hibái. Különösen nagy számok esetében hibát eredményez.

### Dátumproblémák
Az Excel helyes dátumnak értelmezi 1900. január 0-t, és az 1900. február 29-ét, mivel nem megfelelően kezeli 1900 szökőév-voltát. A hiba korábban a Lotus 1-2-3-ban jelent meg, és szándékosan ismételték meg az Excelben, a kompatibilitás miatt. Ezt a sajátosságot később az Office Open XML formátum is örökölte. Az Excel nem támogatja 1900 előtti dátumok megadását.

### Fájlnevek
Az Excel nem képes két azonos nevű dokumentum megnyitására. Ennek oka az, hogy az egymásra hivatkozó cellák címzése közötti ellentmondás nem oldható fel.

## Változatok

### Korai évek
Az Excel legkorábbi elődjének számító VisiCalc táblázatkezelő szoftvert Dan Bricklin alkotta meg 1978-ban. A Microsoft ebből és a Socrim által készített SuperCalcból kiindulva készítette el korai táblázatkezelő programját, a Multiplant, amely 1982-ben jelent meg egy az Apple-lel kötött megállapodás részeként, mely szerint irodai szoftvercsomagot készítenek Macintosh gépekre. A CP/M rendszereken rendkívül népszerű volt a program, de MS-DOS platformon a felhasználók inkább a Lotus 1-2-3-at választották. Az Excel első kiadása Macintosh platformra történt, 1985. szeptember 30-án, míg az első Windows verziót 1987 novemberében adták ki. A szoftver neve hamarosan Microsoft Excelre változott egy jogi vita miatt, mivel az Excel nevet akkoriban egy szoftvercsomag már használta – később a Microsoft felvásárolta a jogokat birtokló céget.[forrás?] A Lotus lemaradt termékének Windows platformra történő fejlesztése terén, így 1988-ban az Excel elkezdte kiszorítani a piacról, egyben hozzásegítve a Microsoftot az uralkodó szoftverfejlesztői pozíció megszerzéséhez.

### Microsoft Windows
Az Excel 2.0 az első változat az Excel for Intel platformon. Az 1.0 verziószám sem DOS-on, sem Windowson nem létezett, kimaradt.

#### Excel 2.0 (1987)
Az első Windows verziót "2" verziószámmal látták el, hogy illeszkedjen a Mac verzióhoz. 1990-ben ez a verzió került bele az első Microsoft Office programcsomagba a Microsoft Word 1.1 és Microsoft PowerPoint 2.0 verziókkal együtt.

#### Excel 3.0 (1990)
Számos újdonságot tartalmazott, mint például eszköztárak, grafikai támogatás, 3 dimenziós grafikonok.

#### Excel 4.0 (1992)
Az első automata kitöltést támogató verzió. Az automatikus kitöltés segítségével a felhasználó több cellának adhat értéket egy lépésben.
Ebben a verzióban elrejtettek egy easter egget is: három táncoló számjegyet (1-2-3 – utalva a Lotus 1-2-3-ra) tör össze egy Excel logó.

#### Excel 5.0 (1993)
Ez verzió hozta el a programozási támogatást. A Visual Basic alapú VBA lehetővé tette bizonyos munkafolyamatok automatizálását.
A makrókkal együtt megjelentek a makróvírusok is.

#### Excel 95 (v7.0)
1995-ben jelent meg, a 7.0-s verziószámot viseli, ez volt az 5.0-t követően kiadott változat. 6.0 verziószámmal nem adtak ki változatot. A verzió nem tartalmazott forradalmi újításokat, viszont számos stabilitási és sebességi problémát orvosolt, és illesztették 32 bitre.

#### Excel 97 (v8.0)
Az Office 97 része.  Ez egy nagyobb jelentőségű frissítés volt, melyben bemutatták az Office Segédet, a programozási felület nyelve pedig a korábbi belső "Excel Basic" helyett a VBA lett.
Ez a verzió is tartalmazott easter egget: egy repülőgép-szimulátort.

#### Excel 2000 (v9.0)
Az Office 2000 programcsomag részeként jelent meg. Kisebb frissítés, de itt jelent meg először a több objektumot kezelni képes vágólap. Az Office Segéd ebben a verzióban már kevésbé volt tolakodó.

#### Excel 2002 (v10.0)
Az Office XP tagja, említésre méltó változás nem történt.

#### Excel 2003 (v11.0)
Az Office 2003 tagja, említésre méltó változás nem történt.

#### Excel 2007 (v12.0)
Az Office 2007 része. Ez a változás már számos nagy újítást tartalmazott, hasonlóan az Office termékcsalád többi, ekkor megjelent tagjához. Ebben a verzióban jelent meg először a szalagos menü, amely vegyes fogadtatást kapott a felhasználóktól. Egy kutatás szerint főleg a nagy tapasztalatokkal rendelkező felhasználók nem találták hatékonynak az új megoldást.
Szintén új funkcionalitás a SmartArt, amelyet főleg az üzleti célú diagramok készítői számára szántak, valamint a névkezelő, és a diagramkészítés számos fejlesztése.
Ebben a verzióban mutatkoztak be az Open XML fájlformátumok, és jelentősen csökkentek a kezelt adatok mennyiségére vonatkozó korlátozások.

#### Excel 2010 (v14.0)
Az Office 2010 része.
64 bites támogatás és kisebb módosítások.
- Több szálas újraszámítás
- Továbbfejlesztett kimutatások
- Több feltételes formázási lehetőség
- Több képszerkesztési lehetőség
- Cellán belüli grafikonok
- Beillesztés előtti előkép
- Szalag testreszabási lehetősége[50]

#### Excel 2013 (v15.0)
Az Office 2013 része, számos új fejlesztéssel.
- Továbbfejlesztett többszálas működés[52]
- Villámkitöltés: adatok felajánlása a felhasználó által korábban bevitt adatokból[53]
- Power View: fejlett prezentációkészítő modul[54]
- Power Pivot: fejlett kimutatáskészítő modul[55]
- Idősor: szűrési segédeszköz[56]
- Inquire: adatelemző segédeszköz[57]
- 50 új függvény[58]

### Apple Macintosh
- 1985 Excel 1.0
- 1988 Excel 1.5
- 1989 Excel 2.2
- 1990 Excel 3.0
- 1992 Excel 4.0
- 1993 Excel 5.0 (Az Office 4.X – Motorola 68000 verzió és az első PowerPC verzió része)
- 1998 Excel 8.0 (A Microsoft Office 98 Macintosh Edition része)
- 2000 Excel 9.0 (A Microsoft Office 2001 része)
- 2001 Excel 10.0 (A Microsoft Office v. X része)
- 2004 Excel 11.0 (A Office 2004 for Mac része)
- 2008 Excel 12.0 (A Microsoft Office 2008 része)
- 2011 Excel 14.0 (A Microsoft Office for Mac 2011 része)

### OS/2
- 1989 Excel 2.2
- 1990 Excel 2.3
- 1991 Excel 3.0

## Hatása a táblázatkezelő rendszerek fejlődésére
Az Excel számos újítást hozott a korabeli táblázatkezelő programokhoz képest, ugyanakkor a lényege mégis az első táblázatkezelő programból, a VisiCalcból származó oszlopos-soros elrendezés. Innen származik az az elgondolás is, hogy minden cella tartalmazhat adatot vagy képletet, és a relatív-abszolút hivatkozások elve is.
Az Excel 2.0 for Windows változat, amelyet Maces megfelelője után terveztek meg, jelentős mértékben hozzájárult a Windows terjedéséhez. A Windows 1.0-s verzióját az Excel első verziójával együtt értékesítették, a Microsoft Worddel ellentétben az Excelnek sosem volt DOS alapú verziója.
Az Excel volt az első olyan táblázatkezelő program, amely lehetővé tette a felhasználó számára a bevitt adatok formázását, mint például betűtípus, szín meghatározását. Az intelligens cellafrissítés, amelynek lényege, hogy egy adott cella megváltozásakor csak a kapcsolódó cellák frissülnek, nem a teljes táblázat, valamint az automatikus kitöltés, amely lehetővé teszi a felhasználó számára a kattintással és húzással történő adat-kiterjesztést több szomszéd cellára, szintén az Excelben jelent meg először. 
Megemlíthető még a diagramkészítés terén bevezetett számos újítás.

## Biztonság
Az Excel széles körű elterjedtsége okán kedvelt célpontja a támadóknak: ha a támadó rá tudja venni az áldozatot egy adott Excel állomány megnyitására, és rendelkezésére áll egy megfelelő biztonsági rés, akkor azt kihasználva átveheti az irányítást az áldozat gépe fölött.
Az Egyesült Királyság egyik titkosszolgálata, a GCHQ rendelkezik egy TORNADO ALLEY elnevezésű, ezen az elven működő eszközzel.

## Néhány magyar nyelvű Excel szakirodalom
- Barakonyi Károly: Excel 4 for Windows; Bp., 1993
- Kovalcsik Géza: Excel 2000; ComputerBooks. Bp., 2001
- Rappai Gábor: Üzleti statisztika Excellel; Központi Statisztikai Hivatal. Bp., 2001
- Pétery Kristóf: Táblázatkezelés Excel; Kossuth Kiadó. Bp., 2003
- Balogh Gábor: Visual Basic és Excel programozás; ComputerBooks. Bp., 2004
- Baczoni Pál: Egyszerűen Microsoft Office Excel 2003; Panem. Bp., 2007
- Czenky Márta: Excel gyakorló feladatsorok; ComputerBooks. Bp., 2010
- Kovalcsik Géza: Az Excel programozása ComputerBooks. Bp., 2010
- Kehl Dániel-Sipos Béla. Excel parancsfájlok felhasználása a statisztikai elemzésekben. Oktatási segédlet. Gyakorlati alkalmazások. OSZK-MEK (PDF és XLSM) (magyar nyelven). (Hozzáférés: 2022. március 1.)

## Fordítás
- Ez a szócikk részben vagy egészben  a   Microsoft Excel című angol Wikipédia-szócikk ezen változatának fordításán alapul.  Az eredeti cikk szerkesztőit annak laptörténete sorolja fel. Ez a jelzés csupán a megfogalmazás eredetét és a szerzői jogokat jelzi, nem szolgál a cikkben szereplő információk forrásmegjelöléseként.